# Groeberteri
Els groeberteris (Groebertherium) són un gènere extint de mamífers driolèstides de la família dels driolèstids que visqueren a Sud-amèrica durant el Cretaci superior, fa entre 66 i 83,6 milions d'anys. Se n'han trobat restes fòssils a l'Argentina.